# Сергеј Авдејев
Сергеј Васиљевич Авдејев (рус. Сергей Васильевич Авдеев) је руски инжењер и бивши космонаут.
У једном тренутку држао је рекорд по броју дана проведених у свемиру – преко 747, скупљених током три лета на станицу Мир. Укупно је направио 11.968 орбита око Земље и прешао преко 515.000.000 km. У августу 2005. године овај рекорд је оборио космонаут Сергеј Крикаљов.
Ожењен је и има двоје деце. Такође је и радио–аматер.

## Летови у свемир
- Сојуз TM-15 – 27. јул 1992. до 1. фебруара 1993. г. – 188 дана, 21 сат, 41 минут, 15 секунди
- Сојуз TM-22 – 3. септембар 1995. до 29. фебруара 1996. г. – 179 дана, 1 сат, 41 минут, 45 секунди
- Сојуз TM-28 и Сојуз TM-29 – 13. август 1998. to 28. август 1999—379 дана, 14 сати, 51 минут, 9 секунди

## Свемирске шетње (42 сата и 2 минута)
- 1. МИР EO-12 – 3. септембар 1992. г. – 3 сата, 56 минута
- 2. МИР EO-12 – 7. септембар 199. г. – 5 сати, 8 минута
- 3. МИР EO-12 – 11. септембар 1992. г. – 5 сати, 44 минута
- 4. МИР EO-12 – 15. септембар 1992. г. – 3 сата, 33 минута
- 5. МИР EO-20 – 20. октобар 1995. г. – 5 сати, 11 минута
- 6. МИР EO-20 – 8. децембар 1995. г. – 0 сати, 37 минута
- 7. МИР EO-26 – 15. септембар 1998. г. – 0 сати, 30 минута
- 8. МИР EO-26 – 17. новембар 1998. г. – 5 сати, 54 минута
- 9. МИР EO-27 – 23. јул 1999. г. – 6 сати, 7 минута
- 10. МИР EO-27 – 28. јул 1999. г. – 5 сати, 22 минута